# Discographie de David Bowie
La discographie de David Bowie comprend 25 albums studio publiés entre 1967 et 2016, l'année de sa mort, ainsi que dix albums en concert, plus de cent singles et de nombreuses compilations.
La première parution de Bowie est le 45 tours Liza Jane, sorti en 1964 sous le nom de Davie Jones & the King Bees. Au cours des cinq années qui suivent, il publie plusieurs singles sur différents labels et un album, David Bowie, chez Deram Records. Il connaît son premier succès en 1969 avec le single Space Oddity, qui se classe no 5 au hit-parade britannique.
Bowie signe chez RCA Records en 1971. C'est avec son cinquième LP, The Rise and Fall of Ziggy Stardust and the Spiders from Mars (1972), qu'il entre pour la première fois dans le classement des meilleures ventes d'albums au Royaume-Uni. Il publie neuf albums supplémentaires chez RCA jusqu'à Scary Monsters (and Super Creeps) (1980). Tous ces albums se classent dans le top 5 britannique. Durant cette période, il décroche également ses premiers no 1 dans les classements de singles : la réédition de Space Oddity atteint le sommet du hit-parade britannique en 1975, et la même année, Fame se classe no 1 aux États-Unis.
Dans les années 1980, Bowie sort trois albums chez EMI Records : Let's Dance (1983), Tonight (1984) et Never Let Me Down (1987). La chanson-titre du premier est no 1 des ventes au Royaume-Uni et aux États-Unis. Son succès se répercute sur son catalogue : durant l'été 1983, 10 albums de Bowie apparaissent dans le classement des meilleures ventes britannique.
Entre 1988 et 1992, Bowie met sa carrière solo en veille, pour former le groupe Tin Machine avec Reeves Gabrels, Tony Sales et Hunt Sales. Ensemble, ils publieront deux albums studio, deux live et quelques singles. Après cette parenthèse, Bowie renoue avec le sommet des ventes avec l'album Black Tie White Noise (1993). Ses sept derniers albums se sont tous classés dans le top 10 au Royaume-Uni et les deux derniers, The Next Day (2013) et Blackstar (2016), sortis après une pause de dix ans, sont ceux qui rencontrent le plus grand succès. Blackstar, publié deux jours avant la mort du chanteur, devient son premier no 1 des ventes aux États-Unis.
Cinq ans après la mort du chanteur, un album posthume sort : Toy (2021).

## Albums

### Albums studio
| Année | Titre | Détails                                                                                     | Classements | Classements | Certifications                                                                            |
| Année | Titre | Détails                                                                                     | Royaume-Uni | États-Unis  | Certifications                                                                            |
| ----- | --- | ------------------------------------------------------------------------------------------- | ----------- | ----------- | ----------------------------------------------------------------------------------------- |
| 1967  | David Bowie | - Sortie : 1er juin 1967 - Label : Deram - Format : LP                                      | 125 (2010)  | —           |                                                                                           |
| 1969  | David Bowie (titre britannique original) Man of Words/Man of Music (titre américain original) Space Oddity (titre des rééditions ultérieures) | - Sortie : 4 novembre 1969 - Label : Philips, Mercury - Format : LP                         | 17 (1973)   | 16 (1973)   | - Royaume-Uni : disque d'or                                                               |
| 1970  | The Man Who Sold the World | - Sortie : 4 novembre 1970 - Label : Mercury - Format : LP                                  | 21 (2016)   | 105 (1973)  | - Royaume-Uni : disque d'or                                                               |
| 1971  | Hunky Dory | - Sortie : 17 décembre 1971 - Label : RCA - Format : LP                                     | 3           | 57          | - Royaume-Uni : disque de platine                                                         |
| 1972  | The Rise and Fall of Ziggy Stardust and the Spiders from Mars                                                                                 | - Sortie : 6 juin 1972 - Label : RCA - Format : LP                                          | 5           | 21          | - Royaume-Uni : double disque de platine - États-Unis : disque d'or                       |
| 1973  | Aladdin Sane | - Sortie : 13 avril 1973 - Label : RCA - Format : LP                                        | 1           | 7           | - Royaume-Uni : disque d'or - États-Unis : disque d'or                                    |
| 1973  | Pin Ups | - Sortie : 19 octobre 1973 - Label : RCA - Format : LP                                      | 1           | 23          | - Royaume-Uni : disque d'or                                                               |
| 1974  | Diamond Dogs | - Sortie : 24 mai 1974 - Label : RCA - Format : LP                                          | 1           | 5           | - Royaume-Uni : disque d'or - États-Unis : disque d'or                                    |
| 1975  | Young Americans | - Sortie : 7 mars 1975 - Label : RCA - Format : LP                                          | 2           | 9           | - Royaume-Uni : disque d'or - États-Unis : disque d'or                                    |
| 1976  | Station to Station | - Sortie : 23 janvier 1976 - Label : RCA - Format : LP                                      | 5           | 3           | - Royaume-Uni : disque d'or - États-Unis : disque d'or                                    |
| 1977  | Low | - Sortie : 14 janvier 1977 - Label : RCA - Format : LP                                      | 2           | 11          | - Royaume-Uni : disque d'or                                                               |
| 1977  | "Heroes" | - Sortie : 14 octobre 1977 - Label : RCA - Format : LP                                      | 3           | 37          | - Royaume-Uni : disque d'or                                                               |
| 1979  | Lodger | - Sortie : 18 mai 1979 - Label : RCA - Format : LP                                          | 4           | 20          | - Royaume-Uni : disque d'or                                                               |
| 1980  | Scary Monsters (and Super Creeps) | - Sortie : 12 septembre 1980 - Label : RCA - Format : LP                                    | 1           | 12          | - Royaume-Uni : disque de platine                                                         |
| 1983  | Let's Dance | - Sortie : 14 avril 1983 - Label : EMI - Format : LP                                        | 1           | 4           | - Royaume-Uni : disque de platine - États-Unis : disque de platine                        |
| 1984  | Tonight | - Sortie : 1er septembre 1984 - Label : EMI - Format : LP                                   | 1           | 11          | - Royaume-Uni : disque d'or - États-Unis : disque de platine                              |
| 1987  | Never Let Me Down | - Sortie : 27 avril 1987 - Label : EMI - Format : LP, CD                                    | 6           | 34          | - Royaume-Uni : disque d'or - États-Unis] : disque d'or                                   |
| 1993  | Black Tie White Noise | - Sortie : 5 avril 1993 - Label : Arista, BMG - Format : LP, CD                             | 1           | 39          | - Royaume-Uni : disque d'or                                                               |
| 1995  | 1. Outside | - Sortie : 26 septembre 1995 - Label : RCA - Format : LP, CD                                | 8           | 21          | - Royaume-Uni : disque d'argent                                                           |
| 1997  | Earthling | - Sortie : 3 février 1997 - Label : RCA - Format : LP, CD                                   | 6           | 39          | - Royaume-Uni : disque d'argent                                                           |
| 1999  | 'hours...' | - Sortie : 4 octobre 1999 - Label : Virgin - Format : LP, CD, 2×CD, DD                      | 5           | 47          | - Royaume-Uni : disque d'argent - France : disque d'or                                    |
| 2002  | Heathen | - Sortie : 11 juin 2002 - Label : ISO / Columbia - Format : LP, CD, 2×CD, SACD, DD          | 5           | 14          | - Royaume-Uni : disque d'or - France : disque d'or                                        |
| 2003  | Reality | - Sortie : 16 septembre 2003 - Label : ISO / Columbia - Format : LP, CD, 2×CD, Dualdisc, DD | 3           | 29          | - Royaume-Uni : disque d'or - France : disque d'or                                        |
| 2013  | The Next Day | - Sortie : 8 mars 2013 - Label : ISO / Columbia - Format : LP, CD, DD                       | 1           | 2           | - Royaume-Uni : disque de platine - France : disque de platine                            |
| 2016  | Blackstar | - Sortie : 8 janvier 2016 - Label : ISO / Columbia - Format : LP, CD, DD                    | 1           | 1           | - Royaume-Uni : disque de platine - États-Unis : disque d'or - France : disque de platine |
| 2021  | Toy | - Sortie : 26 novembre 2021 puis 7 janvier 2022 - Label : ISO Records - Format : CD         |             |             |                                                                                           |

### Albums live
| Année | Titre                                                            | Détails | Classements | Classements | Certifications              |
| Année | Titre                                                            | Détails | Royaume-Uni | États-Unis  | Certifications              |
| ----- | ---------------------------------------------------------------- | --- | ----------- | ----------- | --------------------------- |
| 1974  | David Live                                                       | - Sortie : 29 octobre 1974 - Enregistrement : 8-12 juillet 1974 - Label : RCA - Format : 2×LP                                       | 2           | 8           | - États-Unis : disque d'or  |
| 1978  | Stage                                                            | - Sortie : 8 septembre 1978 - Enregistrement : 28-29 avril et 5-6 mai 1978 - Label : RCA - Format : LP                              | 5           | 44          | - Royaume-Uni : disque d'or |
| 1983  | Ziggy Stardust: The Motion Picture                               | - Sortie : octobre 1983 - Enregistrement : 3 juillet 1973 - Label : RCA - Format : LP                                               | 17          | 89          |                             |
| 1994  | Santa Monica '72 Ziggy Stardust and the Spiders from Mars "Live" | - Sortie : 25 avril 1994 - Enregistrement : 20 octobre 1972 - Label : Trident Music International, Golden Years - Format : 2×LP, CD | 74          | —           |                             |
| 2008  | Live Santa Monica '72                                            | - Sortie : 30 juin 2008 - Enregistrement : 20 octobre 1972 - Label : EMI - Format : LP, CD                                          | 74          | —           |                             |
| 2009  | VH1 Storytellers                                                 | - Sortie : 6 juillet 2009 - Enregistrement : 23 août 1999 - Label : EMI - Format : CD, CD+DVD, DVD                                  | 114         | —           |                             |
| 2010  | A Reality Tour                                                   | - Sortie : 25 janvier 2010 - Enregistrement : 22-23 novembre 2003 - Label : ISO / Columbia / Legacy - Format : CD, DD               | 53          | —           |                             |
| 2017  | Live Nassau Coliseum '76                                         | - Sortie : 10 février 2017 - Enregistrement : 23 mars 1976 - Label : Parlophone - Format : 2×LP, 2×CD, DD                           | —           | —           |                             |
| 2017  | Cracked Actor (Live Los Angeles '74)                             | - Sortie : 22 avril 2017 - Enregistrement : 5 septembre 1974 - Label : Rhino / Parlophone - Format : 3×LP, 2×CD, DD                 | 20          | —           |                             |
| 2018  | Welcome to the Blackout (Live London '78)                        | - Sortie : 21 avril 2018 - Enregistrement : 30 juin – 1er juillet 1978 - Label : Rhino / Parlophone - Format : 3×LP, 2×CD, DD       | 16          | —           |                             |
| 2018  | Glastonbury 2000                                                 | - Sortie : 30 novembre 2018 - Enregistrement : 25 juin 2000 - Label : Parlophone - Format : 3×LP, 2×CD, 2×CD+DVD, DD                | 25          | —           |                             |
| 2020  | Ouvrez le Chien (Live Dallas 95)                                 | - Sortie : 3 juillet 2020 - Enregistrement : 13 octobre 1995 - Label : Parlophone - Formats : DD, streaming, CD, LP                 | 32          | —           |                             |
| 2020  | Something in the Air (Live Paris 99)                             | - Sortie : 14 août 2020 - Label : Parlophone - Formats : DD, streaming                                                              | 16          | —           |                             |
| 2020  | I'm Only Dancing (The Soul Tour 74)                              | - Sortie : 29 août 2020 - Label : Parlophone - Formats : 2xLP, 2xCD (Record Store Day Ltd. Ed.)                                     | 18          | 104         |                             |
| 2020  | No Trendy Réchauffé (Live Birmingham 95)                         | - Sortie : 20 November 2020 - Label : Parlophone - Formats : 2xLP, CD                                                               | 86          |             |                             |

### Bandes originales
| Année | Titre                         | Détails                                                             | Classements | Classements | Certifications |
| Année | Titre                         | Détails                                                             | Royaume-Uni | États-Unis  | Certifications |
| ----- | ----------------------------- | ------------------------------------------------------------------- | ----------- | ----------- | -------------- |
| 1981  | Christiane F.                 | - Sortie : avril 1981 - Label : RCA - Format : LP                   | —           | —           |                |
| 1984  | Love You till Tuesday         | - Sortie : avril 1984 - Label : Deram - Format : LP                 | 53          | —           |                |
| 1986  | Labyrinth (avec Trevor Jones) | - Sortie : 23 juin 1986 - Label : EMI - Format : LP                 | 38          | —           |                |
| 1993  | The Buddha of Suburbia        | - Sortie : 8 novembre 1993 - Label : Arista - Format : LP, CD       | 87          | —           |                |
| 2016  | Lazarus                       | - Sortie : 21 octobre 2016 - Label : Columbia - Format : LP, CD, DD | 10          | —           |                |

### Compilations
| Année       | Titre                             | Détails                                                                                    | Classements | Classements | Certifications                                                               |
| Année       | Titre                             | Détails                                                                                    | Royaume-Uni | États-Unis  | Certifications                                                               |
| Années 1970 | Années 1970                       | Années 1970                                                                                | Années 1970 | Années 1970 | Années 1970                                                                  |
| ----------- | --------------------------------- | ------------------------------------------------------------------------------------------ | ----------- | ----------- | ---------------------------------------------------------------------------- |
| 1970        | The World of David Bowie          | - Sortie : 6 mars 1970 - Label : Decca - Format : LP                                       | —           | —           |                                                                              |
| 1973        | Images 1966–1967                  | - Sortie : février 1973 - Label : Deram, London - Format : LP                              | —           | 144         |                                                                              |
| 1976        | ChangesOneBowie                   | - Sortie : 21 mai 1976 - Label : RCA - Format : LP                                         | 2           | 10          | - États-Unis : disque de platine                                             |
| Années 1980 |                                   |                                                                                            |             |             |                                                                              |
| 1980        | The Best of Bowie                 | - Sortie : 15 décembre 1980 - Label : K-tel - Format : LP                                  | 3           | —           | - Royaume-Uni : disque de platine                                            |
| 1981        | ChangesTwoBowie                   | - Sortie : novembre 1981 - Label : RCA - Format : LP                                       | 24          | 68          | - Royaume-Uni : disque d'or                                                  |
| 1982        | Rare                              | - Sortie : décembre 1982 - Label : RCA - Format : LP                                       | 34          | —           |                                                                              |
| 1983        | Golden Years                      | - Sortie : août 1983 - Label : RCA - Format : LP                                           | 33          | 99          |                                                                              |
| 1984        | Love You till Tuesday             | - Sortie : mai 1984 - Label : Deram - Format : LP                                          | 53          | —           |                                                                              |
| 1984        | Fame and Fashion                  | - Sortie : mai 1984 - Label : RCA - Format : LP, CD                                        | 40          | 147         |                                                                              |
| Années 1990 |                                   |                                                                                            |             |             |                                                                              |
| 1990        | ChangesBowie                      | - Sortie : 20 mars 1990 - Label : Rykodisc / EMI - Format : 2×LP, CD                       | 1           | 39          | - Royaume-Uni : disque de platine - États-Unis : disque de platine           |
| 1991        | Early On (1964–1966)              | - Sortie : 1991 - Label : Rhino - Format : LP, CD                                          | —           | —           |                                                                              |
| 1993        | The Singles Collection            | - Sortie : 16 novembre 1993 - Label : Rykodisc / EMI - Format : 2×CD                       | 9           | —           | - Royaume-Uni : disque de platine                                            |
| 1997        | The Deram Anthology 1966–1968     | - Sortie : 9 juin 1997 - Label : Deram - Format : CD                                       | —           | —           |                                                                              |
| 1997        | The Best of David Bowie 1969/1974 | - Sortie : 7 octobre 1997 - Label : EMI - Format : CD                                      | 11          | —           | - Royaume-Uni : disque de platine                                            |
| 1998        | The Best of David Bowie 1974/1979 | - Sortie : 20 avril 1998 - Label : EMI - Format : CD                                       | 39          | —           | - Royaume-Uni : disque d'or                                                  |
| Années 2000 |                                   |                                                                                            |             |             |                                                                              |
| 2000        | Bowie at the Beeb                 | - Sortie : 26 septembre 2000 - Label : EMI - Format : 2×CD, 3×CD                           | 7           | 181         | - Royaume-Uni : disque d'or                                                  |
| 2001        | All Saints                        | - Sortie : 9 juillet 2001 - Label : EMI - Format : CD                                      | 109         | —           |                                                                              |
| 2002        | Best of Bowie                     | - Sortie : 22 octobre 2002 - Label : EMI - Format : CD, 2×CD, 2×DVD                        | 1           | 4           | - Royaume-Uni : quadruple disque de platine - États-Unis : disque de platine |
| 2003        | Club Bowie                        | - Sortie : 2 décembre 2003 - Label : Virgin - Format : CD                                  | —           | —           |                                                                              |
| 2005        | The Collection                    | - Sortie : 3 mai 2005 - Label : EMI - Format : CD                                          | —           | —           |                                                                              |
| 2007        | The Best of David Bowie 1980/1987 | - Sortie : 19 mars 2007 - Label : EMI - Format : CD, DVD                                   | 34          | —           |                                                                              |
| 2008        | iSelect                           | - Sortie : 29 juin 2008 - Label : EMI - Format : CD                                        | —           | —           |                                                                              |
| Années 2010 |                                   |                                                                                            |             |             |                                                                              |
| 2014        | Nothing Has Changed               | - Sortie : 18 novembre 2014 - Label : Columbia, Parlophone - Format : 3×CD, 2×CD, 2×LP, DD | 5           | 57          | - Royaume-Uni : disque d'or                                                  |
| 2016        | Bowie Legacy                      | - Sortie : 11 novembre 2016 - Label : Parlophone, Sony - Format : 2×CD, DD                 | 5           | 78          | - Royaume-Uni : disque de platine                                            |
| Années 2020 |                                   |                                                                                            |             |             |                                                                              |
| 2022        | Moonage Daydream                  | - Sortie : 18 novembre 2022 - Label : Parlophone - Format :                                |             |             |                                                                              |

### Coffrets
| Année | Titre                                         | Détails                                                                    | Classements | Classements | Certifications |
| Année | Titre                                         | Détails                                                                    | Royaume-Uni | États-Unis  | Certifications |
| ----- | --------------------------------------------- | -------------------------------------------------------------------------- | ----------- | ----------- | -------------- |
| 1989  | Sound + Vision                                | - Sortie : 19 septembre 1989 - Label : EMI, Rykodisc - Format : 4×CD, 6×LP | 63          | 97          |                |
| 2015  | Five Years (1969–1973)                        | - Sortie : 25 septembre 2015 - Label : Parlophone - Format : 12×CD, 13×LP  | 45          | —           |                |
| 2016  | Who Can I Be Now? (1974–1976)                 | - Sortie : 23 septembre 2016 - Label : Parlophone - Format : 12×CD, 13×LP  | 21          | —           |                |
| 2017  | A New Career in a New Town (1977–1982)        | - Sortie : 29 septembre 2016 - Label : Parlophone - Format : 11×CD, 13×LP  | 19          | —           |                |
| 2018  | Loving the Alien (1983–1988)                  | - Sortie : 12 octobre 2018 - Label : Parlophone - Format : 11×CD, 15×LP    | 19          | —           |                |
| 2019  | Spying Through a Keyhole                      | - Sortie : 5 avril 2019 - Label : Parlophone - Format : 4×7"               | 55          | —           |                |
| 2019  | Clareville Grove Demos (avec John Hutchinson) | - Sortie : 17 mai 2019 - Label : Parlophone - Format : 3×7"                | —           | —           |                |
| 2019  | The Mercury Demos                             | - Sortie : 28 juin 2019 - Label : Parlophone - Format : LP                 | —           | —           |                |
| 2019  | Conversation Piece                            | - Sortie : 15 novembre 2019 - Label : Parlophone - Format : CD             | —           | —           |                |
| 2021  | Brilliant Adventure (1992–2001)               | - Sortie : 26 novembre 2021 - Label : Parlophone - Format : 11×CD, 18×LP   | —           | —           |                |
| 2022  | Toy Box                                       | - Sortie : 7 janvier 2022 - Label : ISO Records - Format : 3×CD            | —           | —           |                |
| 2022  | A Divine Symmetry: The Journey to Hunky Dory  | - Sortie : 25 novembre 2022 - Label : Parlophone - Format : 4×CD + 1xBD    | —           | —           |                |

## EP
| Année | Titre                                              | Détails                                                                  | Classements | Classements |
| Année | Titre                                              | Détails                                                                  | Royaume-Uni | États-Unis  |
| ----- | -------------------------------------------------- | ------------------------------------------------------------------------ | ----------- | ----------- |
| 1981  | Don't Be Fooled by the Name                        | - Sortie : septembre 1981 - Label : Pye                                  | 157         | —           |
| 1982  | David Bowie in Bertolt Brecht's Baal               | - Sortie : 13 février 1982 - Label : RCA                                 | 29          | —           |
| 1982  | The Manish Boys / Davy Jones and the Lower Third   | - Sortie : octobre 1982 - Label : See for Miles                          | —           | —           |
| 1997  | Earthling in the City                              | - Sortie : octobre 1982 - Label : promo                                  | —           | —           |
| 2005  | Live EP (Live at Fashion Rocks) (avec Arcade Fire) | - Sortie : 2005 - Label : iTunes                                         | —           | —           |
| 2013  | Bowie 1965!                                        | - Sortie : 20 avril 2013 (Record Store Day) - Label : EMI, See for Miles | —           | —           |
| 2013  | The Next Day Extra                                 | - Sortie : 4 novembre 2013 - Label : Columbia, Iso                       | 89          | —           |
| 2017  | No Plan                                            | - Sortie : 8 janvier 2017 - Label : Columbia, Sony                       | 92          | 131         |
| 2017  | Bowpromo                                           | - Sortie : 22 avril 2017 (Record Store Day) - Label : Parlophone         | 38          | —           |
| 2020  | Is It Any Wonder?                                  | - Sortie : 20 mars 2020 - Label : Parlophone                             | —           | —           |

## Singles

### Années 1960
| Année | Titre                                                                     | Détails                                      | Classements | Classements | Tiré de l'album |
| Année | Titre                                                                     | Détails                                      | Royaume-Uni | États-Unis  | Tiré de l'album |
| ----- | ------------------------------------------------------------------------- | -------------------------------------------- | ----------- | ----------- | --------------- |
| 1964  | Liza Jane (single de Davie Jones with the King Bees)                      | - Sortie : 5 juin 1964 - Label : Vocalion    | —           | —           | —               |
| 1965  | I Pity the Fool (single de The Manish Boys)                               | - Sortie : 5 mars 1965 - Label : Parlophone  | —           | —           | —               |
| 1965  | You've Got a Habit of Leaving (single de Davy Jones and The Lower Third)  | - Sortie : 20 août 1965 - Label : Parlophone | —           | —           | —               |
| 1966  | Can't Help Thinking About Me (single de David Bowie with The Lower Third) | - Sortie : 14 janvier 1966 - Label : Pye     | —           | —           | —               |
| 1966  | Do Anything You Say                                                       | - Sortie : 1er avril 1966 - Label : Pye      | —           | —           | —               |
| 1966  | I Dig Everything                                                          | - Sortie : 19 août 1966 - Label : Pye        | —           | —           | —               |
| 1966  | Rubber Band                                                               | - Sortie : 2 décembre 1966 - Label : Deram   | —           | —           | David Bowie     |
| 1967  | The Laughing Gnome                                                        | - Sortie : 14 avril 1967 - Label : Deram     | —           | —           | —               |
| 1967  | Love You till Tuesday                                                     | - Sortie : 14 juillet 1967 - Label : Deram   | —           | —           | David Bowie     |
| 1969  | Space Oddity                                                              | - Sortie : 11 juillet 1969 - Label : Philips | 5           | 124         | Space Oddity    |

### Années 1970
| Année | Titre                                       | Détails                                      | Classements | Classements | Tiré de l'album                                               |
| Année | Titre                                       | Détails                                      | Royaume-Uni | États-Unis  | Tiré de l'album                                               |
| ----- | ------------------------------------------- | -------------------------------------------- | ----------- | ----------- | ------------------------------------------------------------- |
| 1970  | Ragazzo solo, ragazza sola                  | - Sortie : janvier 1970 - Label : Philips    | —           | —           | —                                                             |
| 1970  | The Prettiest Star                          | - Sortie : 6 mars 1970 - Label : Mercury     | —           | —           | —                                                             |
| 1970  | Memory of a Free Festival                   | - Sortie : 12 juin 1970 - Label : Mercury    | —           | —           | Space Oddity                                                  |
| 1971  | Holy Holy                                   | - Sortie : 15 janvier 1971 - Label : Mercury | —           | —           | —                                                             |
| 1971  | Moonage Daydream (single d'Arnold Corns)    | - Sortie : 7 mai 1971 - Label : B & C        | —           | —           | —                                                             |
| 1972  | Changes                                     | - Sortie : 7 janvier 1972 - Label : RCA      | 41 (2016)   | 49 (1975)   | Hunky Dory                                                    |
| 1972  | Starman                                     | - Sortie : 28 avril 1972 - Label : RCA       | 10          | 65          | The Rise and Fall of Ziggy Stardust and the Spiders from Mars |
| 1972  | Hang On to Yourself (single d'Arnold Corns) | - Sortie : 11 août 1972 - Label : B&C        | —           | —           | —                                                             |
| 1972  | John, I'm Only Dancing                      | - Sortie : 1er septembre 1972 - Label : RCA  | 12          | —           | —                                                             |
| 1972  | The Jean Genie                              | - Sortie : 24 novembre 1972 - Label : RCA    | 2           | 71          | Aladdin Sane                                                  |
| 1973  | Drive-In Saturday                           | - Sortie : 6 avril 1973 - Label : RCA        | 3           | —           | Aladdin Sane                                                  |
| 1973  | Life on Mars?                               | - Sortie : 22 juin 1973 - Label : RCA        | 3           | —           | Hunky Dory                                                    |
| 1973  | The Laughing Gnome (réédition)              | - Sortie : 7 septembre 1973 - Label : Deram  | 6           | —           | —                                                             |
| 1973  | Sorrow                                      | - Sortie : 12 octobre 1973 - Label : RCA     | 3           | —           | Pin Ups                                                       |
| 1974  | Rebel Rebel                                 | - Sortie : 15 février 1974 - Label : RCA     | 5           | 64          | Diamond Dogs                                                  |
| 1974  | Rock 'n' Roll Suicide                       | - Sortie : 11 avril 1974 - Label : RCA       | 22          | —           | The Rise and Fall of Ziggy Stardust and the Spiders from Mars |
| 1974  | Diamond Dogs                                | - Sortie : 14 juin 1974 - Label : RCA        | 21          | —           | Diamond Dogs                                                  |
| 1974  | Knock on Wood                               | - Sortie : septembre 1974 - Label : RCA      | 10          | —           | David Live                                                    |
| 1974  | Rock 'n' Roll with Me                       | - Sortie : septembre 1974 - Label : RCA      | —           | —           | David Live                                                    |
| 1975  | Young Americans                             | - Sortie : février 1975 - Label : RCA        | 18          | 28          | Young Americans                                               |
| 1975  | Fame                                        | - Sortie : août 1975 - Label : RCA           | 17          | 1           | Young Americans                                               |
| 1975  | Space Oddity (réédition)                    | - Sortie : septembre 1975 - Label : RCA      | 1           | —           | Space Oddity                                                  |
| 1975  | Golden Years                                | - Sortie : novembre 1975 - Label : RCA       | 8           | 10          | Station to Station                                            |
| 1976  | TVC 15                                      | - Sortie : avril 1976 - Label : RCA          | 33          | 64          | Station to Station                                            |
| 1976  | Suffragette City                            | - Sortie : juillet 1976 - Label : RCA        | —           | —           | ChangesOneBowie                                               |
| 1976  | Stay                                        | - Sortie : juillet 1976 - Label : RCA        | —           | —           | Station to Station                                            |
| 1977  | Sound and Vision                            | - Sortie : février 1977 - Label : RCA        | 3           | 69          | Low                                                           |
| 1977  | Be My Wife                                  | - Sortie : juin 1977 - Label : RCA           | —           | —           | Low                                                           |
| 1977  | "Heroes"                                    | - Sortie : septembre 1977 - Label : RCA      | 24          | —           | "Heroes"                                                      |
| 1978  | Beauty and the Beast                        | - Sortie : janvier 1978 - Label : RCA        | 39          | —           | "Heroes"                                                      |
| 1978  | Breaking Glass                              | - Sortie : novembre 1978 - Label : RCA       | 54          | —           | Stage                                                         |
| 1979  | Boys Keep Swinging                          | - Sortie : avril 1979 - Label : RCA          | 7           | —           | Lodger                                                        |
| 1979  | DJ                                          | - Sortie : juin 1979 - Label : RCA           | 29          | —           | Lodger                                                        |
| 1979  | John, I'm Only Dancing (Again)              | - Sortie : décembre 1979 - Label : RCA       | 12          | —           | —                                                             |

### Années 1980
| Année | Titre                                                | Détails                                            | Classements | Classements | Tiré de l'album                              |
| Année | Titre                                                | Détails                                            | Royaume-Uni | États-Unis  | Tiré de l'album                              |
| ----- | ---------------------------------------------------- | -------------------------------------------------- | ----------- | ----------- | -------------------------------------------- |
| 1980  | Alabama Song                                         | - Sortie : 15 février 1980 - Label : RCA           | 23          | —           | —                                            |
| 1980  | Crystal Japan                                        | - Sortie : février 1980 - Label : RCA              | —           | —           | —                                            |
| 1980  | Ashes to Ashes                                       | - Sortie : 8 août 1980 - Label : RCA               | 1           | 101         | Scary Monsters (and Super Creeps)            |
| 1980  | Fashion                                              | - Sortie : 24 octobre 1980 - Label : RCA           | 5           | 70          | Scary Monsters (and Super Creeps)            |
| 1981  | Scary Monsters (and Super Creeps)                    | - Sortie : 2 janvier 1981 - Label : RCA            | 20          | —           | Scary Monsters (and Super Creeps)            |
| 1981  | Up the Hill Backwards                                | - Sortie : mars 1981 - Label : RCA                 | 32          | —           | Scary Monsters (and Super Creeps)            |
| 1981  | Under Pressure (avec Queen)                          | - Sortie : 26 octobre 1981 - Label : EMI / Elektra | 1           | 29          | Hot Space                                    |
| 1981  | Wild Is the Wind                                     | - Sortie : novembre 1981 - Label : RCA             | 24          | —           | ChangesTwoBowie                              |
| 1982  | Cat People (Putting Out Fire)                        | - Sortie : mars 1982 - Label : MCA                 | 26          | 67          | Cat People (bande originale)                 |
| 1982  | Peace on Earth/Little Drummer Boy (avec Bing Crosby) | - Sortie : 27 novembre 1982 - Label : RCA          | 3           | —           | —                                            |
| 1983  | Let's Dance                                          | - Sortie : 14 mars 1983 - Label : EMI              | 1           | 1           | Let's Dance                                  |
| 1983  | China Girl                                           | - Sortie : 31 mai 1983 - Label : EMI               | 2           | 10          | Let's Dance                                  |
| 1983  | Modern Love                                          | - Sortie : septembre 1983 - Label : EMI            | 2           | 14          | Let's Dance                                  |
| 1983  | Without You                                          | - Sortie : novembre 1983 - Label : EMI             | —           | 73          | Let's Dance                                  |
| 1983  | White Light/White Heat                               | - Sortie : novembre 1983 - Label : RCA             | 46          | —           | Ziggy Stardust: The Motion Picture           |
| 1984  | Blue Jean                                            | - Sortie : 1er septembre 1984 - Label : EMI        | 6           | 8           | Tonight                                      |
| 1984  | Tonight (avec Tina Turner)                           | - Sortie : novembre 1984 - Label : EMI             | 53          | 53          | Tonight                                      |
| 1985  | This Is Not America (avec le Pat Metheny Group)      | - Sortie : février 1985 - Label : EMI              | 14          | 32          | The Falcon and the Snowman (bande originale) |
| 1985  | Loving the Alien                                     | - Sortie : mai 1985 - Label : EMI                  | 19          | —           | Tonight                                      |
| 1985  | Dancing in the Street (avec Mick Jagger)             | - Sortie : 12 août 1985 - Label : EMI              | 1           | 7           | —                                            |
| 1986  | Absolute Beginners                                   | - Sortie : 3 mars 1986 - Label : EMI               | 2           | 53          | Absolute Beginners (bande originale)         |
| 1986  | Underground                                          | - Sortie : 9 juin 1986 - Label : EMI               | 21          | —           | Labyrinth (bande originale)                  |
| 1986  | When the Wind Blows                                  | - Sortie : 27 octobre 1986 - Label : EMI           | 44          | —           | When the Wind Blows (bande originale)        |
| 1987  | Magic Dance                                          | - Sortie : janvier 1987 - Label : EMI              | —           | —           | Labyrinth (bande originale)                  |
| 1987  | Day-In Day-Out                                       | - Sortie : 23 mars 1987 - Label : EMI              | 17          | 21          | Never Let Me Down                            |
| 1987  | Time Will Crawl                                      | - Sortie : juin 1987 - Label : EMI                 | 33          | —           | Never Let Me Down                            |
| 1987  | Never Let Me Down                                    | - Sortie : 17 août 1987 - Label : EMI              | 34          | 27          | Never Let Me Down                            |

### Années 1990
| Année | Titre                                                      | Détails                                               | Classements | Classements | Tiré de l'album                            |
| Année | Titre                                                      | Détails                                               | Royaume-Uni | États-Unis  | Tiré de l'album                            |
| ----- | ---------------------------------------------------------- | ----------------------------------------------------- | ----------- | ----------- | ------------------------------------------ |
| 1990  | Fame '90                                                   | - Sortie : 26 mars 1990 - Label : EMI, Rykodisc       | 28          | —           | Sound + Vision                             |
| 1992  | Real Cool World                                            | - Sortie : 10 août 1992 - Label : Warner Bros.        | 53          | —           | Songs from the Cool World (bande orignale) |
| 1993  | Jump They Say                                              | - Sortie : 15 mars 1993 - Label : Arista              | 9           | —           | Black Tie White Noise                      |
| 1993  | Black Tie White Noise (avec Al B. Sure!)                   | - Sortie : 31 mai 1993 - Label : Arista               | 36          | —           | Black Tie White Noise                      |
| 1993  | Miracle Goodnight                                          | - Sortie : 11 octobre 1993 - Label : Arista           | 40          | —           | Black Tie White Noise                      |
| 1993  | The Buddha of Suburbia (avec Lenny Kravitz)                | - Sortie : 22 novembre 1993 - Label : Arista          | 35          | —           | The Buddha of Suburbia                     |
| 1994  | Ziggy Stardust (Live)                                      | - Sortie : avril 1994 - Label : Golden Years          | 76          | —           | Santa Monica '72                           |
| 1995  | The Hearts Filthy Lesson                                   | - Sortie : 11 septembre 1995 - Label : RCA, Virgin    | 35          | 92          | 1. Outside                                 |
| 1995  | Strangers When We Meet / The Man Who Sold the World (Live) | - Sortie : 20 novembre 1995 - Label : RCA, Virgin     | 39          | —           | 1. Outside                                 |
| 1996  | Hallo Spaceboy (avec Pet Shop Boys)                        | - Sortie : 19 février 1996 - Label : BMG, RCA, Virgin | 12          | —           | 1. Outside                                 |
| 1996  | Telling Lies                                               | - Sortie : 4 novembre 1996 - Label : RCA              | 76          | —           | Earthling                                  |
| 1997  | Little Wonder                                              | - Sortie : 27 janvier 1997 - Label : RCA, Virgin      | 14          | —           | Earthling                                  |
| 1997  | Dead Man Walking                                           | - Sortie : 14 avril 1997 - Label : RCA                | 32          | —           | Earthling                                  |
| 1997  | Seven Years in Tibet                                       | - Sortie : 18 août 1997 - Label : RCA                 | 61          | —           | Earthling                                  |
| 1997  | Pallas Athena (single de Tao Jones Index)                  | - Sortie : 26 août 1997 - Label : BMG                 | —           | —           | —                                          |
| 1997  | I'm Afraid of Americans                                    | - Sortie : 14 octobre 1997 - Label : Virgin           | —           | 66          | Earthling                                  |
| 1997  | Perfect Day (avec d'autres artistes pour Children in Need) | - Sortie : 17 novembre 1997 - Label : Chrysalis, BBC  | 1           | —           | —                                          |
| 1997  | I Can't Read                                               | - Sortie : 1er décembre 1997 - Label : Velvel         | 73          | —           | Ice Storm (bande originale)                |
| 1999  | Without You I'm Nothing (avec Placebo)                     | - Sortie : 16 août 1999 - Label : Virgin              | 52          | —           | —                                          |
| 1999  | Thursday's Child                                           | - Sortie : 20 septembre 1999 - Label : Virgin         | 16          | —           | 'hours...'                                 |
| 1999  | The Pretty Things Are Going to Hell                        | - Sortie : 20 septembre 1999 - Label : Virgin         | —           | —           | 'hours...'                                 |
| 1999  | Under Pressure (Rah Mix) (avec Queen)                      | - Sortie : 6 décembre 1999 - Label : Parlophone, EMI  | 14          | —           | Greatest Hits III                          |

### Années 2000
| Année | Titre                                                        | Détails                                              | Classements | Classements | Tiré de l'album     |
| Année | Titre                                                        | Détails                                              | Royaume-Uni | États-Unis  | Tiré de l'album     |
| ----- | ------------------------------------------------------------ | ---------------------------------------------------- | ----------- | ----------- | ------------------- |
| 2000  | Survive                                                      | - Sortie : 24 janvier 2000 - Label : Virgin          | 28          | —           | 'hours...'          |
| 2000  | Seven                                                        | - Sortie : 17 juillet 2000 - Label : Virgin          | 32          | —           | 'hours...'          |
| 2002  | Loving the Alien (single de The Scumfrog vs. Bowie)          | - Sortie : avril 2002 - Label : Positiva             | 41          | —           | —                   |
| 2002  | Slow Burn                                                    | - Sortie : 3 juin 2002 - Label : ISO, Columbia       | 94          | —           | Heathen             |
| 2002  | Everyone Says 'Hi'                                           | - Sortie : 16 septembre 2002 - Label : ISO, Columbia | 20          | —           | Heathen             |
| 2002  | I've Been Waiting for You                                    | - Sortie : octobre 2002 - Label : Columbia           | —           | —           | Heathen             |
| 2003  | Just for One Day (Heroes) (single de David Guetta vs. Bowie) | - Sortie : 16 juin 2003 - Label : Virgin             | 73          | —           | Fuck Me I'm Famous  |
| 2003  | New Killer Star                                              | - Sortie : 29 septembre 2003 - Label : ISO, Columbia | —           | —           | Reality             |
| 2004  | Never Get Old                                                | - Sortie : 25 février 2004 - Label : ISO, Columbia   | —           | —           | Reality             |
| 2004  | Rebel Never Gets Old                                         | - Sortie : juin 2004 - Label : ISO, Columbia         | —           | —           | —                   |
| 2006  | Arnold Layne (avec David Gilmour)                            | - Sortie : décembre 2006 - Label : EMI               | 19          | —           | Remember That Night |

### Années 2010-2020
| Année | Titre                                                            | Détails                                                                   | Classements | Classements | Tiré de l'album                   |
| Année | Titre                                                            | Détails                                                                   | Royaume-Uni | États-Unis  | Tiré de l'album                   |
| ----- | ---------------------------------------------------------------- | ------------------------------------------------------------------------- | ----------- | ----------- | --------------------------------- |
| 2011  | Golden Years David Bowie vs KCRW                                 | - Sortie : 2011 - Label : Virgin                                          | —           | —           | —                                 |
| 2013  | Where Are We Now?                                                | - Sortie : 8 janvier 2013 - Label : ISO, Columbia                         | 6           | 116         | The Next Day                      |
| 2013  | The Stars (Are Out Tonight)                                      | - Sortie : 25 février 2013 - Label : ISO, Columbia                        | —           | —           | The Next Day                      |
| 2013  | The Next Day                                                     | - Sortie : 17 juin 2013 - Label : ISO, Columbia                           | —           | —           | The Next Day                      |
| 2013  | Valentine's Day                                                  | - Sortie : 19 août 2013 - Label : ISO, Columbia                           | —           | —           | The Next Day                      |
| 2013  | Love Is Lost (Hello Steve Reich mix by James Murphy for the DFA) | - Sortie : 16 décembre 2013 - Label : ISO, Columbia                       | —           | —           | The Next Day Extra                |
| 2013  | Sound and Vision 2013                                            | - Sortie : 7 octobre 2013 - Label : Parlophone                            | —           | —           | —                                 |
| 2014  | 'Tis a Pity She Was a Whore                                      | - Sortie : 10 novembre 2014 - Label : ISO, Parlophone, Columbia           | —           | —           | —                                 |
| 2014  | Sue (Or in a Season of Crime)                                    | - Sortie : 12 novembre 2014 - Label : Parlophone, Columbia, Legacy        | 81          | —           | Nothing Has Changed               |
| 2015  | Kingdom Come                                                     | - Sortie : 18 avril 2015 (Record Store Day) - Label : Elektra, Parlophone | —           | —           | Scary Monsters (and Super Creeps) |
| 2015  | Blackstar                                                        | - Sortie : 19 novembre 2015 - Label : ISO, Columbia                       | 61          | 78          | Blackstar                         |
| 2015  | Lazarus                                                          | - Sortie : 17 décembre 2015 - Label : ISO, Columbia                       | 45          | 40          | Blackstar                         |
| 2016  | I Can't Give Everything Away                                     | - Sortie : 6 avril 2016 - Label : ISO, RCA                                | 141         | —           | Blackstar                         |
| 2016  | Life on Mars? (2016 Mix)                                         | - Sortie : 7 octobre 2016 - Label :                                       | —           | —           | Bowie Legacy                      |
| 2017  | No Plan                                                          | - Sortie : - Label : ISO, Columbia                                        | 92          | —           | Lazarus / No Plan                 |
| 2018  | Zeroes 2018                                                      | - Sortie : 18 juillet 2018 - Label : Parlophone                           | —           | —           | Loving the Alien (1983–1988)      |
| 2018  | Beat of Your Drum 2018                                           | - Sortie : 7 septembre 2018 - Label : Parlophone                          | —           | —           | Loving the Alien (1983–1988)      |
| 2018  | Let's Dance (Nile Rodgers' String Version / Demo)                | - Sortie : 16 novembre 2018 - Label : Parlophone                          | —           | —           | —                                 |
| 2021  | Mother / Tryin’ to Get to Heaven                                 | - Sortie : 8 janvier 2021 - Label : Parlophone                            | —           | —           | —                                 |

## Participations auprès d'autres artistes
| Année | Artiste                                       | Album                                                             | Rôle                                                       |
| ----- | --------------------------------------------- | ----------------------------------------------------------------- | ---------------------------------------------------------- |
| 1967  | The Beatstalkers (en)                         | Silver Treetop School for Boys / Sugar Chocolate Machine (single) | écriture (face A)                                          |
| 1968  | The Beatstalkers (en)                         | Rain Coloured Roses / Everything Is You (single)                  | écriture (face B), guitare rythmique                       |
| 1972  | Mott the Hoople                               | All the Young Dudes (en)                                          | production, écriture, saxophone, chœurs                    |
| 1972  | Lou Reed                                      | Transformer                                                       | production, guitare, claviers, chœurs                      |
| 1973  | Iggy & the Stooges                            | Raw Power                                                         | production                                                 |
| 1974  | Dana Gillespie                                | Weren't Born a Man                                                | écriture                                                   |
| 1974  | Mick Ronson                                   | Slaughter on 10th Avenue                                          | écriture                                                   |
| 1974  | Steeleye Span                                 | Now We Are Six                                                    | saxophone                                                  |
| 1977  | Iggy Pop                                      | The Idiot                                                         | production, écriture, claviers, guitare, saxophone, chœurs |
| 1977  | Iggy Pop                                      | Lust for Life                                                     | production, écriture, claviers, chœurs                     |
| 1978  | Eugene Ormandy et l'orchestre de Philadelphie | David Bowie Narrates Prokofiev's Peter and the Wolf               | narration                                                  |
| 1978  | Iggy Pop                                      | TV Eye Live 1977                                                  | production, claviers                                       |
| 1980  | Iggy Pop                                      | Soldier                                                           | écriture, chœurs                                           |
| 1986  | Iggy Pop                                      | Blah Blah Blah                                                    | production, écriture chœurs                                |
| 1988  | Tina Turner                                   | Tina Live in Europe                                               | chant                                                      |
| 1990  | Adrian Belew                                  | Young Lions                                                       | écriture, chant                                            |
| 1995  | Reeves Gabrels                                | The Sacred Squall of Now                                          | écriture, chant                                            |
| 1998  | Goldie                                        | Saturnz Return (en)                                               | chant                                                      |
| 2000  | Reeves Gabrels                                | Ulysses (Della Notte)                                             | chant                                                      |
| 2001  | Rustic Overtones (en)                         | ¡Viva Nueva! (en)                                                 | chant                                                      |
| 2003  | Lou Reed                                      | The Raven                                                         | chant                                                      |
| 2003  | Earl Slick                                    | Zig Zag                                                           | écriture, chant                                            |
| 2003  | Kristeen Young                                | Breasticles (en)                                                  | chant                                                      |
| 2005  | Kashmir                                       | No Balance Palace (en)                                            | chant                                                      |
| 2006  | TV on the Radio                               | Return to Cookie Mountain                                         | chant                                                      |
| 2007  | Scarlett Johansson                            | Anywhere I Lay My Head                                            | chant                                                      |
| 2013  | Arcade Fire                                   | Reflektor                                                         | chœurs                                                     |

## Vidéographie
- 1983 : Ziggy Stardust: The Motion Picture VHS. Concert du 3 juillet 1973. Réalisé par D. A. Pennebaker. Réédité en DVD en 2003.
- 1983 : David Bowie Video EP VHS. Compilation des clips de Let's Dance, China Girl et Modern Love.
- 1984 : Love You till Tuesday VHS. Film promotionnel de 1969 réalisé par Malcolm J. Thomson. Réédité en DVD en 2005.
- 1984 : Serious Moonlight VHS. Concerts des 11 et 12 septembre 1983. Réalisé par David Mallet. Réédité en DVD en 2006.
- 1984 : Ricochet VHS. Documentaire sur la tournée Serious Moonlight Tour réalisé par Gerry Troyna. Réédité en DVD en 2006.
- 1988 : Glass Spider VHS. Concerts de novembre 1987 filmés. Réalisé par David Mallet. Réédité en DVD en 2007.
- 1992 : Oy Vey, Baby: Tin Machine Live at the Docks VHS. Concert du 24 octobre 1991 filmé par Rudi Dolezal et Hannes Rossacher.
- 1993 : Black Tie White Noise Film promotionnel de l'album Black Tie White Noise réalisé par David Mallet, Mark Romanek et Matthew Rolston. Réédité en DVD en 2005.
- 1993 : The Video Collection VHS. Compilation de la plupart des clips de Bowie parus entre 1972 et 1990.
- 2002 : Best of Bowie DVD. Compilation de clips, de passages dans des émissions de télévision et d'enregistrements en concert.
- 2003 : Reality DVD. Film promotionnel de l'album Reality réalisé par Steven Lippman. Il accompagne la version DualDisc de l'album.
- 2003 : Reality Live DVD. Concert du 8 septembre 2003. Réalisé par Julia Knowles. Il accompagne la version « Tour Edition » de l'album Reality.
- 2004 : A Reality Tour DVD. Concerts des 22 et 23 novembre 2003. Réalisé par David Bowie, Marcus Viner et Paul Hauptmann.
- 2007 : The Best of David Bowie 1980/1987 DVD. Compilation de clips de la période 1980-1987. Il accompagne la compilation The Best of David Bowie 1980/1987.
- 2009 : VH1 Storytellers DVD. Émission Storytellers du 23 août 1999 réalisée par Michael A. Simon.